# Jason Osborne
Jason Osborne (født 20. marts 1994 i Mainz) er en tysk tidligere roer og landevejscykelrytter.

## Roning
Osborne begyndte sin sportslige karriere som roer (letvægtsroer), og hans første store internationale resultat opnåede han i 2013, hvor han var med til at blive 
verdensmester i dobbeltsculler for U/23 og VM-sølvvinder for seniorer sammen med Moritz Moos. Året efter genvandt duoen U/23-verdensmesterskabet, og i 2016 blev de europamestre i dobbeltsculleren. De var også med til OL 2016 i Rio de Janeiro, hvor de blev nummer tre i B-finalen (nummer ni sammenlagt).
Efter OL skiftede hans makker, Moritz Moos, til dobbeltfireren, og Osborne forsøgte sig derpå med en ny makker, men uden helt samme succes. Senere kastede han sig over letvægtssinglesculleren, og her lykkedes det ham at blive verdensmester i 2018. I 2019 vendte han tilbage til dobbeltsculleren, nu med Jonathan Rommelmann som makker, og duoen fik straks succes, idet de vandt EM samme år og senere samme år vandt VM-bronze. I både 2020 og 2021 vandt de EM-sølv, og de var derfor blandt favoritterne ved OL 2020 i Tokyo (afholdt i 2021) sammen med irerne Paul O'Donovan og Fintan McCarthy. Disse to par vandt også begge deres indledende heats og deres semifinaler, og i finalen lagde tyskerne stærkt ud, men hen imod midten af løbet lagde irerne sig i spidsen og vandt med et pænt forspring, mens Rimmelmann og Osborne vandt sølv langt foran italienerne Stefano Oppo og Pietro Ruta på tredjepladsen.
Efter OL-sølvet skiftede Osborne sportsgren.

## Cykelsport
I 2020 blev han historiens første verdensmester i e-cykling, da han vandt løbet foran danskerne Anders Foldager og Nicklas Amdi Pedersen. Han genvandt titlen i 2024.
I september 2021 var han stagiaire hos Deceuninck-Quick Step indtil årsskiftet, og i anden halvdel af 2022 kørte han for Alpecin-Fenix Development Team. Han fik derpå en kontrakt med Alpecin-Deceuninck fra begyndelsen af 2023.
Fra september 2021 til september 2024 var han professionel landevejscykelrytter.